# Plaque d'immatriculation hongroise

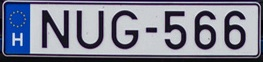
Plaque standard.

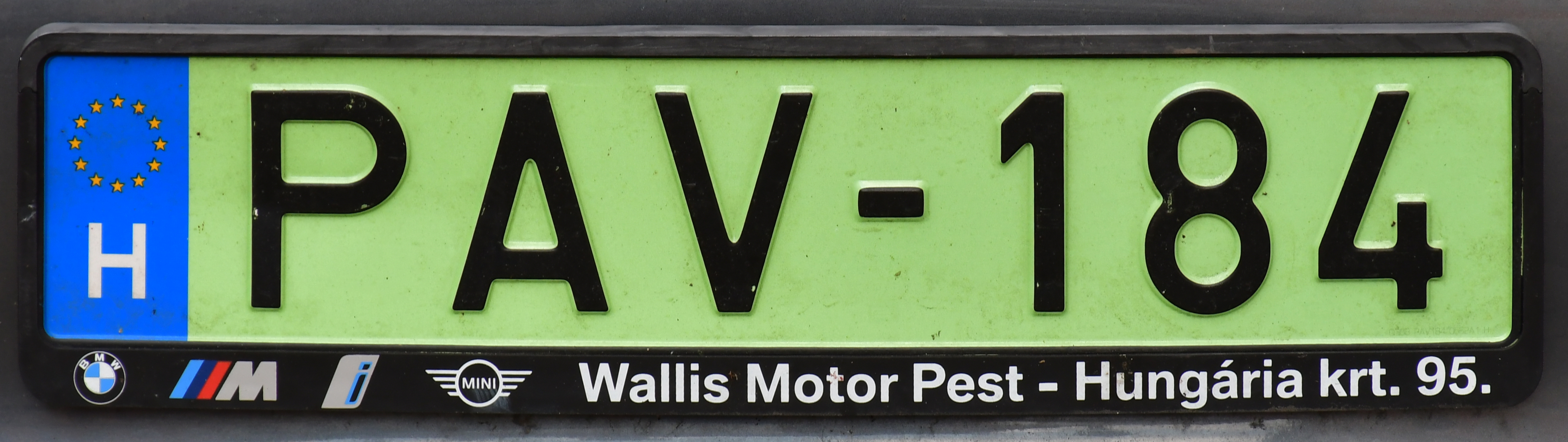
Plaque verte d'un véhicule électrique.

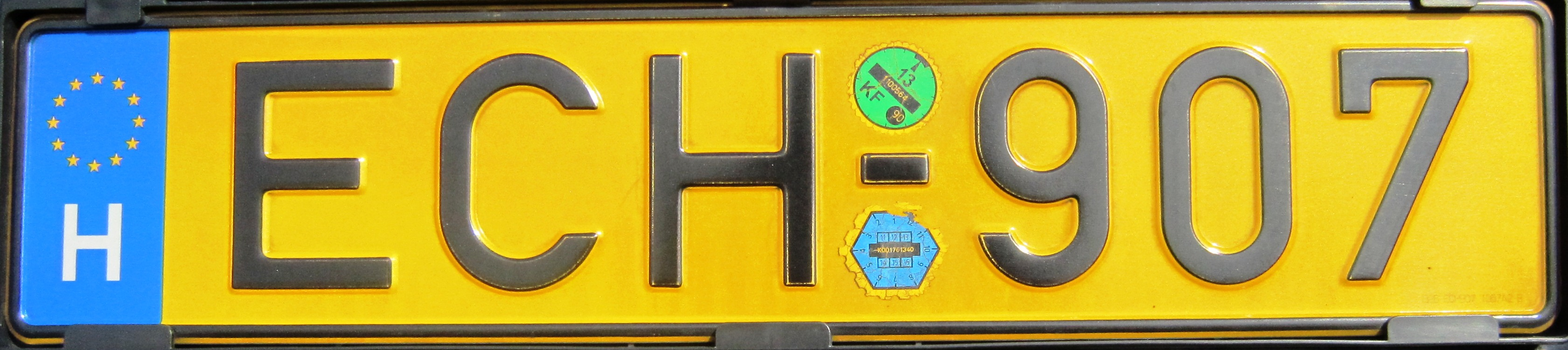
Plaque jaune d'un taxi.

Les plaques d'immatriculation hongroises sont composées de 1 lettre « H » (Hongrie), suivies de 3 lettres puis de 3 chiffres (pouvant aller jusqu'à 9) écrits en noir sur fond blanc. Les plaques des véhicules électriques ou hybrides ont un fond vert.